# Partido San Antonio de Areco
San Antonio de Areco ist ein Partido im Norden der Provinz Buenos Aires in Argentinien. Laut einer Schätzung von 2019 hat der Partido 25.068 Einwohner auf 852 km². Der Verwaltungssitz ist die Ortschaft San Antonio de Areco.

## Orte
San Antonio de Areco ist in 4 Ortschaften und Städte, sogenannte Localidades, unterteilt.
- San Antonio de Areco (Verwaltungssitz)
- Villa Lía
- Vagues
- Duggan